# 13 Ways to Masturbate
13 Ways to Masturbate (с англ. — «13 способов мастурбации») — дебютный альбом норвежской электро-техно группы Scandy, вышедший в 2006 году.

## Об альбоме
Сам музыкант описал альбом как «пересечение электроники с роботизированным хип-хопом». Рецензентка из музыкального журнала Sonic Seducer весьма высоко оценила диск, назвав все песни с него качественными и особо выделив танцевальные хиты «Iron Pitbull», «One Naked Nation» и «Touch It» (последнюю из перечисленных композиций она сочла «гениальной»).

## Список композиций
1. «Crush on a Robot»
2. «Puppy Love»
3. «Just Human»
4. «U N Me»
5. «Me So Horny»
6. «Woofer Excursion Test»
7. «Soul Free»
8. «Iron Pitbull»
9. «One Naked Nation»
10. «I Saw God on TV»
11. «Touch It»
12. «We Are Celebrating»
13. «Down»